# Блейн (округ, Айдахо)
Шаблон:StateAbbr_ 43°23′ пн. ш. 113°59′ зх. д. / 43.39° пн. ш. 113.98° зх. д.
Округ  Блейн (англ. Blaine County) — округ (графство) у штаті  Айдахо, США. Ідентифікатор округу 16013.

## Історія
Округ утворений 1895 року.

## Демографія
За даними перепису 
2000 року 
загальне населення округу становило 18991 осіб, зокрема міського населення було 12646, а сільського — 6345.
Серед мешканців округу чоловіків було 9856, а жінок — 9135. В окрузі було 7780 домогосподарств, 4841 родин, які мешкали в 12186 будинках.
Середній розмір родини становив 2,96.
Віковий розподіл населення поданий у таблиці:
| Стать    | До 15 років | 15-21 | 22-29 | 30-39 | 40-49 | 50-65 | 65-85 | Понад 85 |
| -------- | ----------- | ----- | ----- | ----- | ----- | ----- | ----- | -------- |
| Чоловіки | 1974        | 879   | 1067  | 1606  | 1837  | 1773  | 680   | 40       |
| Жінки    | 1805        | 676   | 880   | 1490  | 1861  | 1661  | 666   | 96       |

## Суміжні округи
- Б'ютт — північний схід
- Бінггем — схід
- Павер — південний схід
- Кассія — південь
- Мінідока — південний захід
- Лінкольн — південь
- Камас — захід
- Елмор — північний захід
- Кастер — північний захід

## Виноски
1. ↑  (unspecified title) — Москва: ВИНИТИ РАН, 1964. — С. 39. — 235 с.
2. ↑  US Decennial Census. US Census Bureau. Архів оригіналу за 26 квітня 2015. Процитовано 28 червня 2014.
3. ↑  Historical Census Browser. University of Virginia Library. Архів оригіналу за 26 грудня 2013. Процитовано 28 червня 2014.
4. ↑  Population of Counties by Decennial Census: 1900 to 1990. US Census Bureau. Архів оригіналу за 30 жовтня 2014. Процитовано 28 червня 2014.
5. ↑  Census 2000 PHC-T-4. Ranking Tables for Counties: 1990 and 2000 (PDF). US Census Bureau. Архів оригіналу (PDF) за 18 грудня 2014. Процитовано 28 червня 2014.
6. ↑  State & County QuickFacts. US Census Bureau. Архів оригіналу за 7 липня 2011. Процитовано 28 червня 2014. [Архівовано 2011-06-06 у Wayback Machine.](англ.) Наведено за англійською вікіпедією.
7. ↑  American FactFinder. Бюро перепису населення США. Архів оригіналу за 26 лютого 2012. Процитовано 31 січня 2008. [Архівовано 2008-05-21 у Wayback Machine.]

| США | Це незавершена стаття з географії США. Ви можете допомогти проєкту, виправивши або дописавши її. |